# Philippe Remacle
Philippe Remacle (Warnant, 19 settembre 1944 – Hannut, 11 marzo 2011) è stato un latinista e grecista belga francofono.
Ha creato e sviluppato il sito Remacle.org dedicato agli autori antichi, riconosciuto come luogo di riferimento e di lavoro per studenti e ricercatori francofoni nel campo delle lingue antiche.

## Biografia
Philippe Remacle ha studiato presso il Collegio dei Gesuiti di Tournai, nella sezione greco-latina, poi presso le Facultés Universitaires Notre-Dame di Namur, dove si è laureato in filologia classica e, infine, presso l'Università cattolica di Lovanio, dove ha conseguito la licenza e l'agrégation nel 1967.
Ha iniziato la sua carriera come insegnante di lingue antiche presso l'Athénée de Rösrath in Germania. Dopo il servizio militare, ha continuato a insegnare a Ouffet e Hannut. Nel 1979 è stato distaccato presso la sezione giovanile della Confederazione belga dei sindacati cristiani (CSC). Approfittò di questo distacco per frequentare i corsi della Facoltà aperta di politica economica e sociale (FOPES) dell'Università cattolica di Lovanio e per imparare a usare il computer. Arricchiti da queste nuove conoscenze, lui e i suoi colleghi insegnanti hanno iniziato a ricercare e spiegare i testi antichi da una nuova prospettiva didattica. Questo lavoro si è ampliato con la creazione di un sito web nel quale si è proposto di raccogliere, tradurre e illustrare gli autori antichi.

## Vita privata
Philippe Remacle sposò Marie Poncelet; ebbero due figli: Jean-François nel 1969 e Anne-Sophie nel 1973, che mantengono il sito web creato dal padre.

## Il sito web
Il sito web di Philippe Remacle è principalmente una base di conoscenza di testi latini e greci. Include anche autori antichi scritti in armeno, caldeo e siriaco, nonché testi antichi di autori italiani, iberici, arabi, persiani e balcanici.
Il sito offre anche opere generali sulle istituzioni antiche, commenti agli autori e vari dizionari. È particolarmente ricco di testi della tarda antichità e dell'alto Medioevo.
Nel corso degli anni, Philippe Remacle ha costruito un'ampia risorsa per gli studenti e i ricercatori dell'antichità e dell'Alto Medioevo. I suoi colleghi e collaboratori, con il sostegno della sua famiglia, continuano il suo lavoro.